# 傑伊·卡尼
詹姆斯·弗格森·“傑伊”·卡尼（英語：James Ferguson "Jay" Carney；1965年5月22日—）是第28任白宮新聞秘書。他是歐巴馬政權內的第二任白宮新聞秘書，前任是羅伯特·吉布斯。卡尼曾經擔任時代雜誌的華盛頓分社的社長職務。2014年5月30日，歐巴馬宣布卡尼辭去白宮新聞秘書職務。